# ヨランド・ド・ドルー (ブルゴーニュ公妃)
ヨランド・ド・ドルー（フランス語：Yolande de Dreux, 1212年 - 1248年）は、ブルゴーニュ公ユーグ4世の最初の妃。
ヨランドはドルー伯ロベール3世とアエノール・ド・サン＝ヴァレリの間の娘である。1229年にブルゴーニュ公ユーグ4世と結婚した。

## 子女
ユーグ4世との間に以下の子女が生まれた。
- マルグリット（1229年 - 1277年） - モン＝サン＝ジャン領主ギヨーム3世と結婚、のちリモージュ子爵ギー6世と結婚。
- ウード（1230年 - 1269年） - ヌヴェール伯およびオセール伯[2]
- ジャン（1231年 - 1268年） - ブルボン女子相続人アニェスと結婚
- アリックス（1233年 - 1273年） - ブラバント公アンリ3世妃
- ロベール（1248年 - 1306年）[2] - ブルゴーニュ公